# Walter Dötzer
Walter Dötzer (* 6. März 1911 in Braunschweig; † nach 1956) war ein deutscher Hygieniker und SS-Sturmbannführer.

## Leben
Dötzer machte 1930 das Abitur an der Gaußschule in Braunschweig. Anschließend studierte er Medizin. Er war seit 1933 SS-Angehöriger, beantragte am 19. Juni 1937 die Aufnahme in die NSDAP und wurde rückwirkend zum 1. Mai desselben Jahres aufgenommen (Mitgliedsnummer 4.627.291). Er gehörte dem NS-Dozentenbund und dem NS-Ärztebund an.
Seit 1937 war Dötzer als Assistent von Wilhelm Pfannenstiel am Hygiene-Institut in Marburg tätig. Im Jahre 1939 trat er der Waffen-SS bei. Als Mitglied des Hygiene-Instituts der Waffen-SS wurde Dötzer im Herbst 1939 zusammen mit dem SS-Arzt Andreas Schuller in das KZ Buchenwald entsandt, um eine dort grassierende Ruhrepidemie zu untersuchen. Dabei wurden Menschenversuche mit KZ-Häftlingen durchgeführt.
Dötzer wurde 1943 stellvertretender Amtschef im Amt XVI des Führungshauptamts der Sanitätsinspektion der Waffen-SS. Dötzer habilitierte sich 1943 mit der Arbeit Entkeimung, Entseuchung und Entwesung, die von der SS in ihre Reihe Arbeitsanweisungen für Klinik und Laboratorien des Hygiene-Instituts der Waffen-SS (herausgegeben von Joachim Mrugowsky) aufgenommen wurde.
Nach Kriegsende wurde Dötzer entlassen. Von 1954 bis 1956 war er Assistent der Außenstelle Fulda des Marburger Hygiene-Instituts.